# Изабела Битон
Изабела Битон (14. март 1836 — 6. фебруар 1865) је била енглеска новинарка, уредница и писац. Њено име је посебно везено за њену прву књигу, кувар из 1861. године – Књигу о управљању домаћинством Г-ђе Битон (Mrs Beeton's Book of Household Management).

## Живот и рад
Рођена у предграђу Лондона школу завршава у Ислингтону, северни Лондон. Била је једна од три кћери Бенџамина, трговца платнима и његове жене Елизабет. Отац јој умире кад је имала свега четири године, да би се њена мајка три године након његове смрти преудала за Хенрија, удовца са четворо деце. У наредних 20 година они су добили 13. деце, које је већином Изабела очувала, што јој је дало увид и пуно искуства у функционисању и уређењу домаћинства, што је било од пресудног значаја касније, за њену књигу. Изабела касније наставља школовање у Хајделбергу, Немачка, а касније се враћа у родни град где је упознала Самјуела Битона, амбициозног издавача и уредника часописа за кога се и удала касније. Године 1857. убрзо након венчања почела је да пише за једну од публикација свог супруга где је водила куварску комуну и преводила француске новеле. Њена кулинарска књига са 1.112 страница и преко 900 рецепата је објављена 1. октобра 1861. године и била је један од главних издавачких догађаја 19. века. Продата је у 60.000 примерака и изазвала је велику пажњу како у Британији тако и Европи због позитивних коментара критичара. Радила је и на скраћеној верзији своје књиге, која је требало да носи назив Речник свакодневног кувања, када је умрла од породиљске грознице у 28. години живота.
Родила је четворо деце, од којих је двоје умрло убрзо по рођењу, а имала је и неколико побачаја.

## Наслеђе
Изабела и Самјуел су успешно водили часопис и публикације и били равноправни партнери у послу. Самјуел је и током њиховог заједничког живота повлачио погрешне пословне потезе и одлуке и губио новац, да би након њене смрти упао у веће финансијске потешкоће. Оне су резултирале тиме да у мају 1866. године прода права на Књигу о управљању домаћинством госпође Битон (Ward Lock & Co) издавачкој кући.
Књига је након тога више пута прерађивана, дорађивана и допуњавана, а због своје популарности штампана је на више језика.